# Попова, Вера Николаевна
Вера Николаевна Попо́ва (1889 — 1982) — русская и советская актриса театра и кино. Народная артистка РСФСР (1948), лауреат Сталинской премии первой степени (1946).

## Биография
Родилась 31 июля (12 августа) 1889 год в Москве.
Училась в московской гимназии фон Дервиз.
В 1908—1909 годах училась на курсах драмы А. И. Адашева, в 1909—1910 годах — в театральной школе И. Р. Пельтцера.
С 1910 года актриса группы П. М. Медведева; играла также в театрах Двинска, Витебска, Киева, Екатеринодара, Ростова-на-Дону.
В 1920—1921 годах работала в Театре передвижной драмы, в театре «Аквариум» (г. Москва),
с 1922 года — в Московском драматическом театре под руководством В. Г. Сахновского,
В 1923—1933 годах актриса Театра Корша, Харьковского театра под руководством Н. Н. Синельникова,
в 1933—1964 годах — актриса МХАТ имени М. Горького. С 1964 года на пенсии.
Скончалась 28 августа 1982 года на 94-м году жизни. Похоронена в Москве на Введенском кладбище (участок № 7).
25 апреля 2023 года на доме № 12 в Брюсовом переулке открыта памятная доска, посвященная народной артистке РСФСР Вере Поповой и её мужу, народному артисту СССР Анатолию Кторову.

## Семья
- муж — Анатолий Петрович Кторов (1898—1980), актёр, народный артист СССР.

## Роли в театре

#### Московский драматический театр (бывший Театр Корша)
- 1921 — «Бесприданница» А. Н. Островского — Лариса

#### МХАТ СССР имени М. Горького (1933—1964)
- 1934 — «Егор Булычов и другие» М. Горького — Глафира; «На дне» М. Горького — Настя
- 1935 — «Гроза» А. Н. Островского — Катерина
- 1937 — «Любовь Яровая» К. А. Тренёва — Любовь Яровая; «Анна Каренина» по Л. Н. Толстому — Фрейлина
- 1938 — «Достигаев и другие» М. Горького — Глафира
- 1941 — «Дядюшкин сон» по Ф. М. Достоевскому — Mария Александровна Москалёва
- 1943 — «Глубокая разведка» А. А. Крона — Маргарита Феофановна; «Русские люди» К. М. Симонова — Марфа Петровна Сафонова
- 1945 — «Вишнёвый сад» А. П. Чехова — Любовь Андреевна Раневская
- 1948 — «Хлеб наш насущный» Н. Е. Вирты — Анна Сидоровна Твердова
- 1951 — «Потерянный дом» С. В. Михалкова — Ерошина Ксения Тимофеевна, учительница
- 1951 — «Дядя Ваня» А. П. Чехова — Мария Васильевна Войницкая
- 1953 — «Анна Каренина» по Л. Н. Толстому — графиня Лидия Ивановна; «Лермонтов» Б. А. Лавренёва — Елизавета Алексеевна Арсеньева
- 1954 — «Воскресение» по Л. Н. Толстому — графиня Чарская
- 1956 — «Осенний сад» Л. Хеллман — Мэри Эллис; «Кремлёвские куранты» Н. Ф. Погодина — Дама с вязанием
- 1957 — «Дворянское гнездо» по И. С. Тургеневу — Марфа Тимофеевна Пестова; «Ученик дьявола» Б. Шоу — миссис Даджен
- 1958 — «Анна Каренина» по Л. Н. Толстому — графиня Вронская
- 1961 — «Всё остаётся людям» С. И. Алёшина — Анна Павловна
- 1964 — «Платон Кречет» А. Е. Корнейчука — Мария Тарасовна

### Роли в кино
1. 1926 — Машинист Ухтомский — Новикова
2. 1927 — Круг — Мария
3. 1931 — Железная бригада
4. 1935 — Любовь и ненависть — Жена техника шахты
5. 1935 — Подруги — Наталья, мать Зои
6. 1944 — Зоя — Женщина
7. 1955 — Храбрый заяц (анимационный) — Бабушка
8. 1957 — Телеграмма (короткометражный) — Екатерина Петровна Пожалостина
9. 1959 — Белые ночи — Прасковья Ивановна, бабушка
10. 1965 — Дайте жалобную книгу — Старушка, покупательница мужского пальто на ярмарке
11. 1965 — Звонят, откройте дверь — Наталья Ивановна, пенсионерка
12. 1966 — Душечка (телевизионный) — Старушка у церкви
13. 1966 — Тени старого замка (телевизионный) — Анна
14. 1968 — Урок литературы — тётя Паша

### Озвучивание мультфильмов
- 1951 — Сказка о мёртвой царевне и семи богатырях — Текст от автора
- 1955 — Храбрый заяц — бабушка Маши и Вани
- 1957 — Снежная королева — бабушка Герды
- 1969 — Умка — Медведица

## Награды и премии
- Сталинская премия первой степени (1946) — за исполнение роли Марго в спектакле «Глубокая разведка» А. А. Крона
- заслуженная артистка РСФСР (4 марта 1933)
- народная артистка РСФСР (26 октября 1948)
- орден «Знак Почёта» (03.05.1937) — за выдающиеся заслуги в деле развития русского театрального искусства
- орден Трудового Красного Знамени (26 октября 1948)
- медали